# Karl Moeser (Historiker)
Karl Moeser (auch: Karl Christoph Moeser; * 29. Januar 1877 in Meran; † 15. Juli 1963 in Innsbruck) war ein österreichischer Historiker, Numismatiker und Archivar.

## Leben
Moeser, Sohn des gleichnamigen Architekten, besuchte das Benediktinergymnasium seiner Heimatstadt Meran, studierte anschließend Geschichte an den Universitäten Innsbruck und Wien und promovierte 1907 zum Dr. phil. mit der Dissertation Studien über die ältere Münzgeschichte Tirols. Moeser war von 1899 bis 1901 am Institut für Österreichische Geschichtsforschung tätig. Dann erhielt er eine Anstellung am Statthaltereiarchiv Innsbruck, wo er 1932 zum Staatsarchivdirektor 1. Klasse avancierte. Auch stand er dem Innsbrucker Stadtarchiv vor und war Mitherausgeber der Tiroler Heimat.
Zu seinen Werken zählen Die große Münzreform unter Erzherzog Sigmund von Tirol (1936) sowie historische Abhandlungen in der landesgeschichtlichen Fachzeitschrift „Forschungen und Mitteilungen zur Geschichte Tirols“.
Sein wissenschaftlicher Nachlass, der zahlreiche unpublizierte Vorstudien aus dem numismatisch-historisch-archivarischen Bereich enthält, befindet sich am Tiroler Landesmuseum Ferdinandeum sowie am Tiroler Landesarchiv, wo er von Helmut Rizzolli für dessen Alttirolische Münzgeschichte verwertet und ediert wurde. Unter anderem bereitete Moeser eine umfassende Regestenpublikation zu den Urkundenbeständen des Stadtarchivs Meran vor, zu deren Veröffentlichung es nicht mehr kam. Teile des Nachlasses, in dem sich auch von ihm gesammelte Archivalien befanden, wurden bei einem von den alliierten Luftangriffen auf Innsbruck während der Endphase des Zweiten Weltkriegs verursachten Wohnungsbrand vernichtet.

## Veröffentlichungen (Auswahl)
- Studien über das ältere Münzwesen Tirols. Teil 1: Eine Münzstätte der Andechser zu Innsbruck und die Augsburger Münze in Südtirol. In: Forschungen und Mitteilungen zur Geschichte Tirols und Vorarlbergs 4, 1907, H. 3–4.
- Zwei Kapitel aus der Entwicklungsgeschichte des Tiroler Adlers. In: Festschrift Oswald Redlich (= Veröffentlichungen des Museum Ferdinandeum in Innsbruck. Band 8). Wagner, Innsbruck 1928, S. 459–498.
- mit Fritz Dworschak: Die große Münzreform unter Erzherzog Sigmund von Tirol. Die ersten großen Silber- und deutschen Bildnismünzen aus der Münzstätte Hall im Inntal. Mit einer Ikonographie Erzherzog Sigmunds. = Erzherzog Sigmund der Münzreiche von Tirol. 1427–1496 (= Österreichisches Münz- und Geldwesen im Mittelalter. Band 7, ZDB-ID 2521622-3). E. Stepan, Wien 1936.
- Meran, die alte Hauptstadt des Landes Tirol. Mit einem Anhang: Siegel und Wappen der Stadt Meran. In: Bruno Pokorny (Hrsg.): Meran, hundert Jahre Kurort 1836–1936. Festschrift der alten Hauptstadt des Landes zum hundertjährigen Bestande als Kurort. Universitätsverlag Wagner, Innsbruck 1936, S. 147–178.
- Die Münzstätte Hall, ihre Bedeutung für das gesamte deutsche Münzwesen. In: Haller Buch. Festschrift zur 650-Jahrfeier der Stadterhebung (= Schlern-Schriften. Band 106). Wagner, Innsbruck 1953, S. 470–489.
- mit Franz Huter (Bearb.): Das älteste Tiroler Verfachbuch (Landgericht Meran 1468–1471) (= Acta Tirolensia. Band 5). Wagner, Innsbruck 1990, ISBN 3-7030-0219-0.